# Omphacodes pulchrifimbria
Omphacodes pulchrifimbria är en fjärilsart som beskrevs av W. Warren 1902. Omphacodes pulchrifimbria ingår i släktet Omphacodes och familjen mätare. Inga underarter finns listade i Catalogue of Life.